# Бріттон Чанс
Бріттон Чанс (англ. Britton Chance, 24 липня 1913 — 16 листопада 2010) — професор біофізики, фізичної хімії та радіології Пенсільванського університету, член Національної  академії наук (1952), іноземний член Лондонського королівського товариства (1981), яхтсмен — олімпійський чемпіон 1952 року в класі 5,5 метра.
Чемпіон світу в класі 5,5 метра 1962 року.
Визнаний за свої новаторські дослідження клітинної мікробіології живих організмів, зокрема клітинної енергії, залишив широкий спектр відкриттів і принципів, які є фундаментальними для біологічного каталізу та біоенергетики, а також біомедичних застосувань. Серед його численних нагород були медаль Вільяма Ніколса (1970), Національна медаль науки (1974), медаль Джона Скотта (1992).
Брітон Чанс продовжував свої наукові дослідження та захоплення вітрильним спортом до своєї смерті у віці 97 років.